# Pila (heráldica)

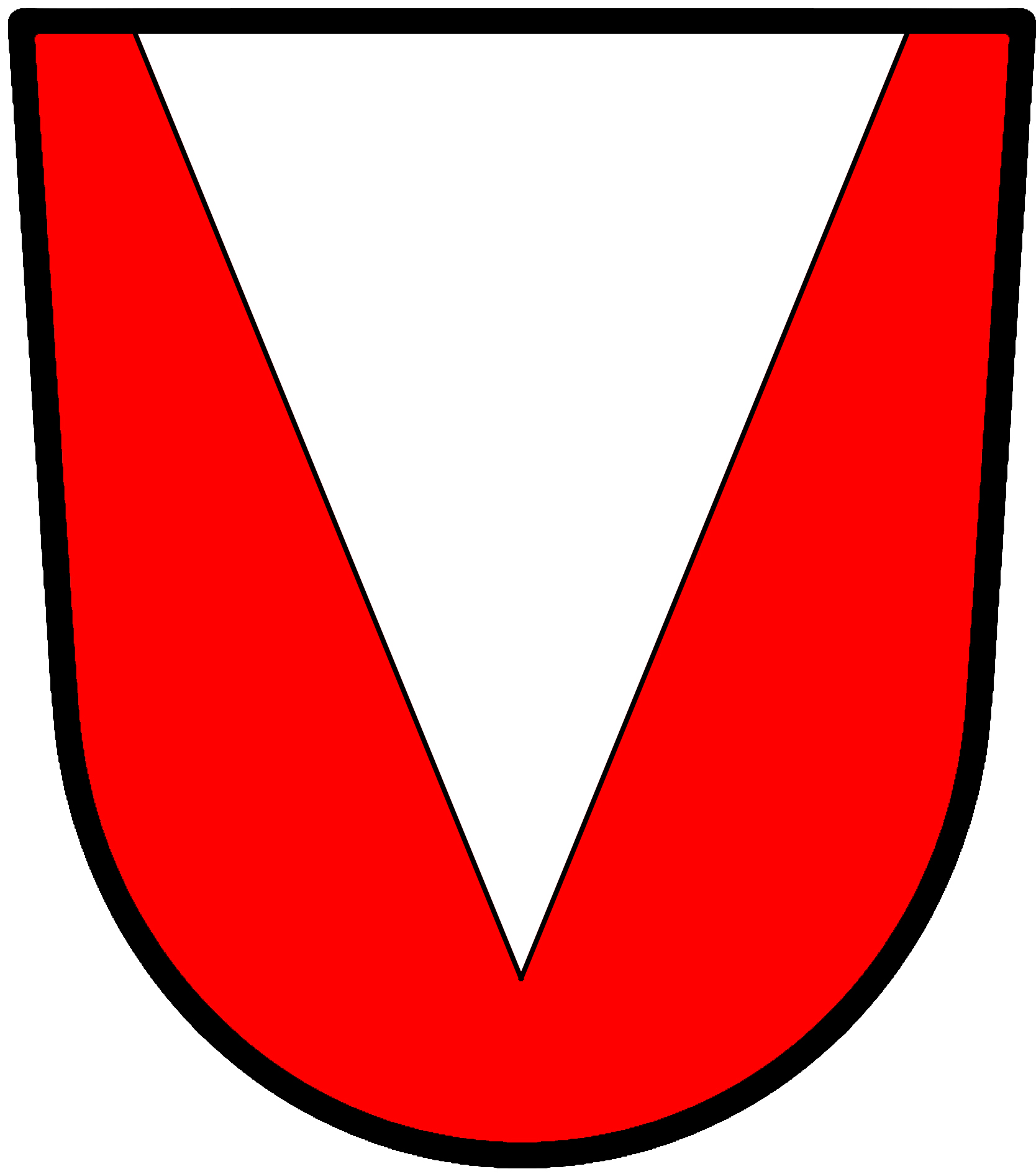
Pila heráldica.

En heráldica, se llama pila a la pieza honorable con forma triangular cuya base se encuentra situada en la parte superior del escudo y con el vértice cercano a la punta del mismo. Debe poseer unas dimensiones equivalentes a dos terceras partes de la anchura del blasón.
Era otorgada a caballeros que se comportaban con gran valor. 
Como atributo heráldico, la pila recibe diferentes calificaciones: bipuntada, bretensada, endentada, nebulada, ranversada, siniestrada, etc.